# Dinastia hamúdida
A Dinastia hamúdida foi um dinastia xiita zaidita de origem árabe no Califado de Córdova, na região de Alandalus, na antiga Espanha islâmica. A dinastia foi batizada em homenagem ao seu fundador ancestral, Hamude, um descendente de Idris ibne Abedalá.

## Dinastia
Os hamúdidas governaram diversas taifas no Califado de Córdova após o declínio dos omíadas no início do século XI (1017-1023) até a reconquista de Córdova (1023-1031) durante a guerra civil do Alandalus.

### Taifas
- Córdova (1016-1018: Ali ibne Hamude Anácer, 1018-1021: Alcacim Almamune, 1021-1022: Iáia Almotali, 1022-1023: Alcacim)
- Sevilha (1016, Alcacim)
- Algeciras (1039–58: Alcacim e herdeiros)
- Málaga (1022-1057: Iáia Almotali e herdeiros).